# Талер, Патрик
Патрик Та́лер (итал. Patrick Thaler; 23 марта 1978, Больцано) — итальянский горнолыжник, специализировавшийся в технических видах. Участник 22-х сезонов Кубка мира.

## Карьера
В международных соревнованиях под эгидой FIS Патрик Талер начал выступать с 1994 года, в 1996 году впервые стартовал в Кубке Европы. Дебютировал в Кубке мира 8 марта 1997 года на предолимпийском этапе в Сига Когэн и не смог пройти во вторую попытку гигантского слалома. Первые кубковые очки завоевал почти через год, в австрийском Зальбах-Хинтерглемме, финишировав 23-м.
С 2002 года итальянец перестал выступать в гигантском слаломе и сконцентрировался только на слаломе.
В 2006 году в возрасте 27 лет дебютировал на Олимпийских играх, но домашняя трасса оказалась для Талера неудачной и он сошёл уже в первой слаломной попытке. В 2007 году впервые  выступил на чемпионате мира, но вновь не финишировал в слаломе. Лучшим результатом в карьере на чемпионате мира для итальянца стало седьмое место в 2009 году в Валь-д’Изере.
Первый кубковый подиум Талер завоевал в январе 2009 года на престижном этапе в австрийском Китцбюэле, заняв третье место. Следующие два подиума были добыты итальянцем в олимпийском сезоне 2003/14, когда он был третьим в Китцбюэле и Валь-д’Изере.
Олимпийские старты, как и старты на чемпионатах мира высоких достижений Патрику Талеру не принесли. В Ванкувере он был 25-м после первой попытки в слаломе, а во второй сошёл с трассы. В Сочи сошёл уже на первой попытке.
Патрик Талер является рекордсменом Кубка мира по количеству проведённых на высшем уровне сезонов (22 подряд с 1997 по 2018). Также он является самым возрастным призёром этапа Кубка мира (в 2014 году в возрасте 35 лет и 10 месяцев) и финишировавшем в десятке лучших на этапе (в 2017 году в возрасте 38 лет и 11 месяцев).
Завершил карьеру 23 января 2018 года на этапе в австрийском Шладминге.